# Künsdorf
Künsdorf is een klein dorp in de Duitse gemeente Tanna in het Saale-Orla-Kreis in Thüringen. Het dorp wordt voor het eerst genoemd in 1267. Tot 1997 was Künsdorf een zelfstandige gemeente. De dorpskerk dateert uit 1719.